# ميخائيل كريد
ميخائيل كريد (بالإنجليزية: Michael Creed)‏ هو دراج أمريكي، ولد في 8 يناير 1981 في كولورادو سبرينغس في الولايات المتحدة.

## وصلات خارجية
- ميخائيل كريد على موقع أرشيف الدراجات (الإنجليزية)
- ميخائيل كريد على موقع إحصائيات الدراجات الإحترافية (الإنجليزية)
- ميخائيل كريد على موقع نسبة الدراجات (الإنجليزية)